# Bartatua
Bartatua o Partatua (de l'accadi 𒁹𒁇𒋫𒌅𒀀); Partitava o Partatava (de l'escita Pṛtatavah o *Pr̥ϑutavah); o Protòties (esmentat per Heròdot, en grec antic: Προτοθύης Protothýes) va ser un rei escita. Probablement era fill d'Ispakaia.
Va propiciar un acostament pacífic amb els assiris, i va proposar casar-se amb Šērūʾa-ēṭirat, una filla del rei Assarhaddon. Es conserva la correspondència entre Bartatua i un personatge d'alt rang anomenat Xamaix, on explica les intencions del rei escita i parla dels avantatges polítics si el casament es duia a terme. No se sap si finalment es van casar, però els escites van acabar amb les seves conquestes sobre Assíria, almenys fins al final del regnat d'Assurbanipal.
El país de Bartatua no ha estat identificat, però es pensa que es trobava entre el país dels cassites i Elam. El rei va tenir per successor a la seva mort al seu fill Màdies (en grec antic: Μαδύης, segons Heròdot).